# Chasmodes longimaxilla
Chasmodes longimaxilla és una espècie de peix de la família dels blènnids i de l'ordre dels perciformes present al nord del Golf de Mèxic, des de Pensacola (Florida) fins al sud de Texas.
És un peix marí de clima tropical.
Els mascles poden assolir 8 cm de longitud total.
És ovípar.